# 食料産業局
食料産業局（しょくりょうさんぎょうきょく）は、かつて存在した農林水産省の内部部局の一つ。
食品産業政策、品種登録、バイオマス、地域ブランド、地産地消、輸出促進などに関する業務を担っていた。2011年9月に総合食料局を再編して設置された。

## 沿革
- 1972年12月6日 - 農林経済局、農政局、農地局、および、蚕糸園芸局を再編し食品流通局設置。
- 2001年1月6日 - 食品流通局、大臣官房、経済局の一部を再編し総合食料局設置[2]。
- 2003年7月 - 食糧庁廃止に伴い、食糧部を設置。
- 2011年9月 - 総合食料局を再編し設置。食糧部の業務は生産局農産部に移管。
- 2021年7月 - 食料産業局を廃止。輸出・国際局と新事業・食品産業部に再編。

## 組織
- 局長
  - 総務課
  - 企画課
  - 輸出促進課
  - 食文化・市場開拓課
  - 食品流通課
  - 食品製造課
  - 産業連携課
  - 知的財産課
  - バイオマス循環資源課
  - 再生可能エネルギーグループ

（『食料産業局 : 農林水産省』より）

## 歴代局長
| 代 | 氏名       | 在任期間                      | 前職                           | 後職                   |
| -- | ---------- | ----------------------------- | ------------------------------ | ---------------------- |
| 1  | 針原寿朗   | 2011年9月1日 - 2013年7月2日   | 総合食料局長                   | 農林水産審議官         |
| 2  | 山下正行   | 2013年7月2日 - 2014年7月22日  | 大臣官房総括審議官（国際）     | 農林水産政策研究所長   |
| 3  | 櫻庭英悦   | 2014年7月22日 - 2016年6月17日 | 大臣官房審議官 (兼 食料産業局) | 退官                   |
| 4  | 井上宏司   | 2016年6月17日 - 2018年7月25日 | 経済産業省産業技術環境局長     | 経済産業省製造産業局長 |
| 5  | 新井ゆたか | 2018年7月27日 - 2019年4月1日  | 大臣官房輸出促進審議官         | 消費・安全局長         |
| 6  | 塩川白良   | 2019年4月1日 - 2020年10月1日  | 農林水産政策研究所長           | 退官                   |
| 7  | 太田豊彦   | 2020年10月1日 - 2021年7月1日  | 食料産業局付                   | 退官                   |